# Couvent des Mathurins de Paris
Le couvent des Mathurins fut la maison parisienne de l'ordre des Trinitaires du début du XIIIe siècle jusqu'à la dissolution de l'ordre en 1790. Il occupait le terrain délimité actuellement par la rue Saint-Jacques, le boulevard Saint-Germain, l'Hôtel de Cluny et la rue Du Sommerard (anciennement appelée rue des Mathurins-Saint-Jacques).

## Historique
Il y avait en cet endroit, au début du XIIIe siècle, un hôpital Saint-Benoît (connu depuis au moins 1138) avec une chapelle Saint-Mathurin contenant la majeure partie des reliques de Mathurin de Larchant. Un document atteste que l'ordre des Trinitaires (approuvé officiellement en 1198) disposait d'une maison à Paris dès 1209. Ce n'est qu'au chapitre général célébré à Cerfroid en 1230, que les Trinitaires acceptèrent le don fait par le chapitre de Paris et l'évêque Guillaume d'Auvergne de prendre l'hôpital et la chapelle. Le cloître du couvent fut construit à partir de 1219. Il y eut plusieurs reconstructions et aménagements au cours des siècles, notamment à la fin du XVe siècle sous le généralat de Robert Gaguin, qui fit réaliser d'importants travaux sur l'église et le cloître ; au cours du XVIIe siècle sous les généralats de Louis Petit et de Pierre Mercier (reconstruction partielle et surtout décoration de l'église, extension des corps de logis) ; et au cours du XVIIIe siècle (portail classique sur la façade de l'église en 1729, reconstruction du cloître, avec deux étages, et aménagement d'une nouvelle bibliothèque en 1761).
Le couvent des Mathurins, situé au cœur du Quartier latin, jouait un rôle important dans l'ancienne université de Paris. Depuis le XIIIe siècle, il accueillait dans son cloître les assemblées de l'université (jusqu'en 1764, date à laquelle, après l'expulsion des jésuites, elles furent transférées dans le collège Louis-le-Grand). Il abritait aussi au Moyen Âge la halle aux parchemins, où ceux-ci étaient entreposés avant d'être vendus. C'est là que se faisait, tous les trois mois, l'élection du recteur de l'université, et de l'église du couvent partait la procession qui suivait. Les religieux de l'ordre, qui venaient de toutes ses maisons pour prendre leurs grades universitaires à Paris, pouvaient soutenir leur thèse dans les locaux du couvent. La bibliothèque des Mathurins était composée au XVIIIe siècle de cinq à six mille volumes, parmi lesquels quelques manuscrits précieux.
Cinq confréries du quartier Saint-Jacques étaient hébergées dans le couvent : celle de saint Jean l'Évangéliste pour les libraires, imprimeurs et papetiers (dits « suppôts de l'Université ») ; celle de saint Charlemagne pour les messagers-jurés de l'université ; celle de sainte Barbe pour les paumiers et tripotiers ; celle de saint Nicolas pour les huiliers et chandeliers ; celle de la sainte Trinité pour le rachat des captifs.
Avaient été inhumés dans l'église : Robert Gaguin, vingt-troisième général des trinitaires (mort en 1501) ; Joannes de Sacrobosco, célèbre mathématicien du XIIIe siècle ; Jeanne de Vendôme, fille du comte Bouchard VI, bienfaitrice de l'ordre (morte en 1395) ; Jacques de Rully, conseiller de Charles VI, président au Parlement de Paris (mort en 1409) ; Pierre des Essarts, gendre du précédent (mort en 1413), avec sa femme Marie de Rully ; François Baudouin, savant jurisconsulte (mort en 1573).

## Œuvres d'art
L'église était décorée de dix-neuf scènes de la vie de Jean de Matha et de Félix de Valois, fondateurs de l'ordre des Trinitaires, dues à Theodoor van Thulden (peintes sur des panneaux de bois placés au-dessus des stalles du chœur). Le maître-autel, réalisé en 1647, comprenait un grand retable central pour lequel le même artiste avait peint trois toiles qu'on changeait selon le temps liturgique. Le jubé (avec deux figures d'anges) avait été commandé au sculpteur Simon Guillain par un marché passé devant notaire le 17 août 1629. Il y avait aussi un tabernacle richement décoré de pilastres et de ciselures de bronze doré, avec sur le couronnement la statue d'un ange tenant les chaînes de deux captifs agenouillés sur les angles de l'entablement. Au XVIIIe siècle, l'orgue fut tenu successivement par Charles Noblet puis Guillaume Lasceux.

## Terriers, dépendances, revenus
(liste non exhaustive)
Depuis 1239, l'ordre possédait au nord-ouest de Paris une ferme de soixante arpents (environ trente hectares) autour de la Grange Batelière. Au XVIIIe siècle, ces terrains avaient acquis une énorme valeur. En 1790, les Mathurins étaient propriétaires de soixante-treize arpents, entièrement loués en baux emphytéotiques dans le territoire des Porcherons ou  fut percée la rue Thiroux. L'ordre possédait plusieurs autres propriétés autour de Paris (dont une maison de campagne à Bièvres, au « Fief des Damoiseaux »).
Les mathurins possédaient d'autre part plusieurs maisons (c'est-à-dire des immeubles) autour de leur couvent et dans le quartier environnant : en 1634, ils avaient seize maisons dans leur censive, et possédaient vingt-deux autres maisons et boutiques qu'ils louaient à des particuliers, notamment à des artisans.
Les religieux du couvent des Mathurins avaient, au XVIe siècle, une seigneurie située au lieu-dit « la Trinité » à Amblainville  et des terrains avec vignes à Bagneux. Une rue et un quartier de la commune portent aujourd'hui leur nom Les Mathurins.

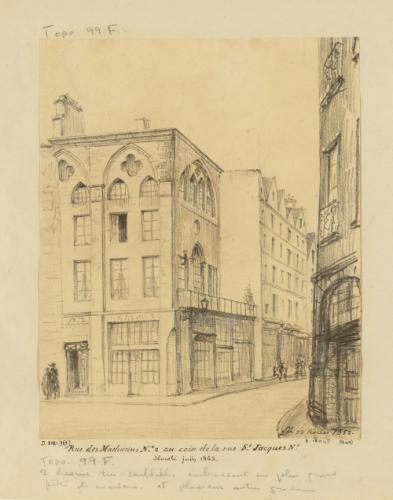
Les mathurins rue Saint-Jacques.
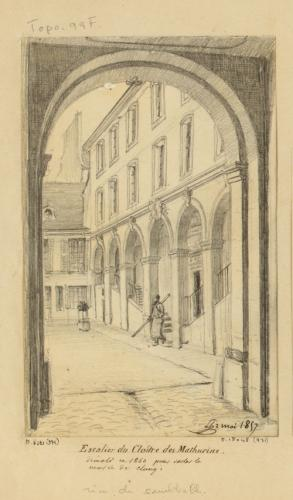
Le cloître.
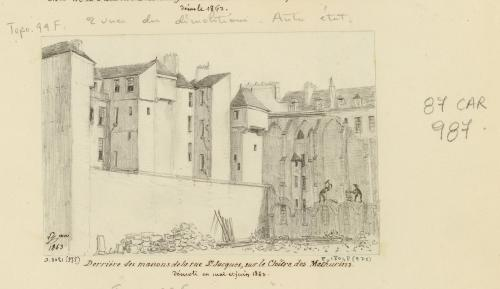
Maisons autour de l'ancien couvent avant leur démolition.
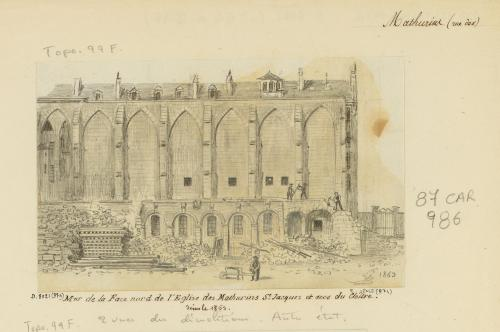
Mur de la face nord.

## Disparition du couvent
Les derniers religieux de l'ordre (en février 1790, on comptait dix-huit chanoines réguliers plus deux frères convers) quittèrent les lieux en août 1792. En mars et avril 1793, les tableaux furent enlevés de l'église, et un entrepreneur disposa des marbres. Les bâtiments conventuels furent vendus à des particuliers en 1799. L'église  et les bâtiments claustraux situés contre l'Hôtel de Cluny furent démolis en 1863 au moment de l'aménagement de la rue de Cluny, Haussmann ayant refusé leur rattachement au musée de Cluny.

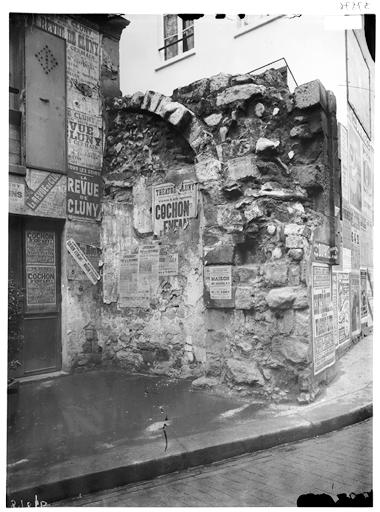
Vestige du couvent des Mathurins (1909), rue de Cluny.
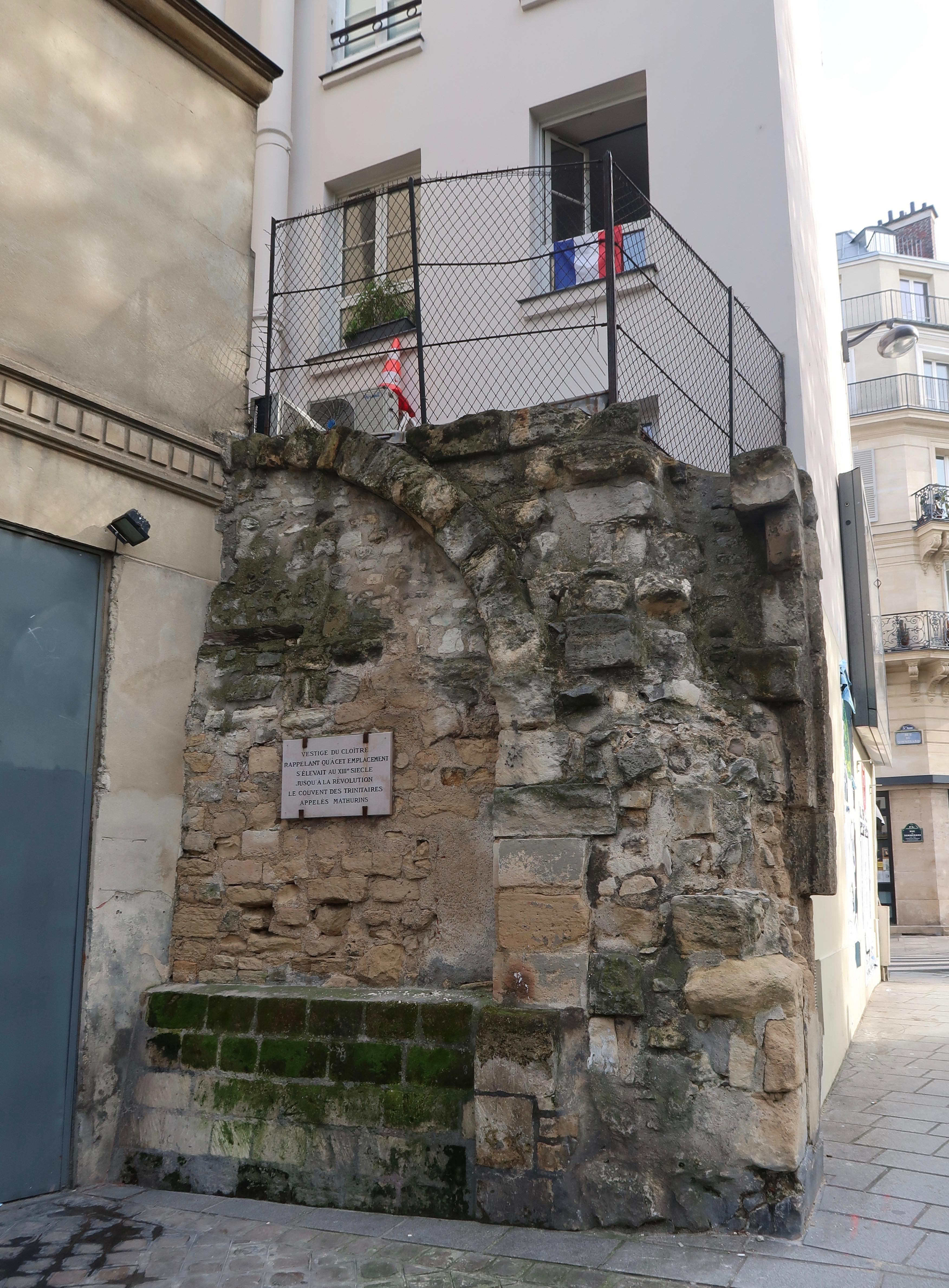
Photo au même emplacement (2018).
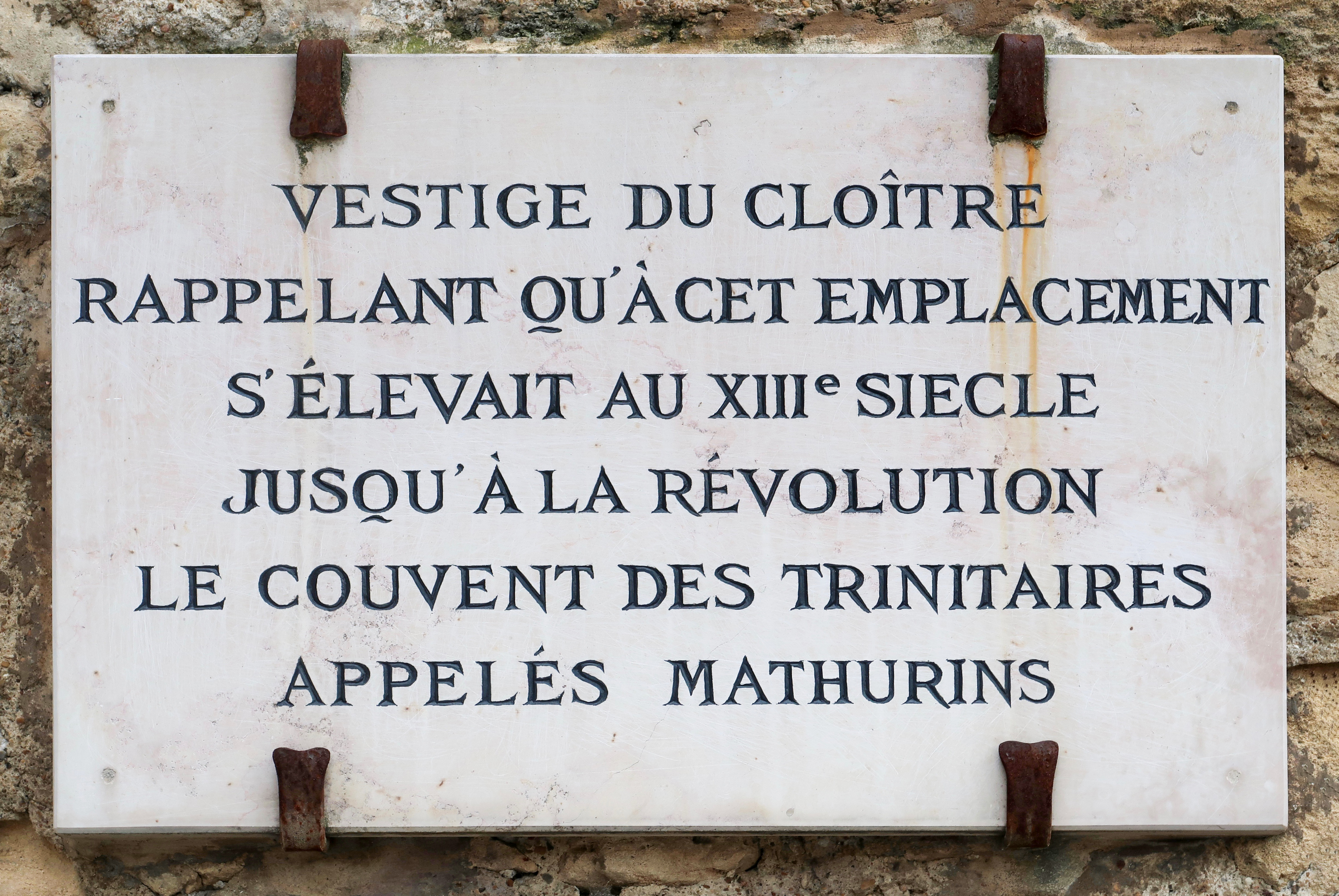
Plaque rappelant le couvent.

Dès 1864, côté boulevard Saint-Germain, au no 71, est construit sur une partie du site de l'ancien couvent le théâtre de Cluny.